# Močenok
Močenok es un municipio del distrito de Šaľa en la región de Nitra, Eslovaquia, con una población estimada a final del año 2024 de 4306 habitantes.
Se encuentra ubicado al oeste de la región, cerca del río Váh (cuenca hidrográfica del Danubio) y de la frontera con la región de Trnava.

## Demografía
| Año        | 1994 | 2004    | 2014    | 2024    |
| ---------- | ---- | ------- | ------- | ------- |
| Población  | 4246 | 4319    | 4288    | 4306    |
| Diferencia |      | +1,71 % | −0,71 % | +0,41 % |

| Año        | 2023 | 2024    |
| ---------- | ---- | ------- |
| Población  | 4316 | 4306    |
| Diferencia |      | −0,23 % |